# Lhok Merbo (Cot Girek)
Lhok Merbo is een bestuurslaag in het regentschap Aceh Utara van de provincie Atjeh, Indonesië. Lhok Merbo telt 549 inwoners (volkstelling 2010).